# مايكل هينتزي
مايكل هينتزي (بالإنجليزية: Michael Hintze)‏ (مواليد 27 يوليو 1953) هو رجل أعمال أسترالي-بريطاني ومحسن، ومقيم في المملكة المتحدة.